# La Ferrière-Harang
La Ferrière-Harang és un municipi delegat francès, situat al departament de Calvados i a la regió de Normandia. El 2016 va integrar el municipi nou de Souleuvre en Bocage. L'any 2007 tenia 301 habitants.

## Demografia

### Població
El 2007 la població de fet de La Ferrière-Harang era de 301 persones. Hi havia 120 famílies de les quals 36 eren unipersonals (12 homes vivint sols i 24 dones vivint soles), 32 parelles sense fills, 40 parelles amb fills i 12 famílies monoparentals amb fills.
La població ha evolucionat segons el següent gràfic:
Habitants censats

### Habitatges
El 2007 hi havia 179 habitatges, 124 eren l'habitatge principal de la família, 33 eren segones residències i 22 estaven desocupats. Tots els 178 habitatges eren cases. Dels 124 habitatges principals, 90 estaven ocupats pels seus propietaris, 29 estaven llogats i ocupats pels llogaters i 5 estaven cedits a títol gratuït; 1 tenia una cambra, 6 en tenien dues, 28 en tenien tres, 26 en tenien quatre i 63 en tenien cinc o més. 111 habitatges disposaven pel capbaix d'una plaça de pàrquing. A 66 habitatges hi havia un automòbil i a 47 n'hi havia dos o més.

### Piràmide de població
La piràmide de població per edats i sexe el 2009 era:
| Homes | Edats   | Dones |
| ----- | ------- | ----- |
| 0     | 95 o +  | 0     |
| 0     | 90 a 94 | 4     |
| 4     | 85 a 89 | 0     |
| 0     | 80 a 84 | 4     |
| 8     | 75 a 79 | 12    |
| 8     | 70 a 74 | 20    |
| 4     | 65 a 69 | 8     |
| 0     | 60 a 64 | 4     |
| 12    | 55 a 59 | 4     |
| 0     | 50 a 54 | 0     |
| 28    | 45 a 49 | 20    |
| 0     | 40 a 44 | 8     |
| 12    | 35 a 39 | 12    |
| 8     | 30 a 34 | 8     |
| 8     | 25 a 29 | 4     |
| 12    | 20 a 24 | 4     |
| 4     | 15 a 19 | 4     |
| 12    | 10 a 14 | 0     |
| 24    | 5 a 9   | 8     |
| 4     | 0 a 4   | 8     |

## Economia
El 2007 la població en edat de treballar era de 177 persones, 128 eren actives i 49 eren inactives. De les 128 persones actives 113 estaven ocupades (60 homes i 53 dones) i 15 estaven aturades (6 homes i 9 dones). De les 49 persones inactives 25 estaven jubilades, 11 estaven estudiant i 13 estaven classificades com a «altres inactius».

### Ingressos
El 2009 a La Ferrière-Harang hi havia 124 unitats fiscals que integraven 322 persones, la mediana anual d'ingressos fiscals per persona era de 13.740 €.

### Activitats econòmiques
Dels 12 establiments que hi havia el 2007, 1 era d'una empresa alimentària, 1 d'una empresa de fabricació d'altres productes industrials, 1 d'una empresa de construcció, 3 d'empreses de comerç i reparació d'automòbils, 1 d'una empresa de transport, 1 d'una empresa d'hostatgeria i restauració, 1 d'una empresa de serveis i 3 d'empreses classificades com a «altres activitats de serveis».
Dels 4 establiments de servei als particulars que hi havia el 2009, 1 era una oficina de correu, 2 tallers de reparació d'automòbils i de material agrícola i 1 restaurant.
L'any 2000 a La Ferrière-Harang hi havia 25 explotacions agrícoles que ocupaven un total de 1.092 hectàrees.

## Equipaments sanitaris i escolars
El 2009 hi havia una escola elemental integrada dins d'un grup escolar amb les comunes properes formant una escola dispersa.

## Poblacions més properes
El següent diagrama mostra les poblacions més properes.